# Shinji Takahira
Shinji Takahira (jap. 高平 慎士, Takahira Shinji; * 18. Juli 1984 in Asahikawa) ist ein ehemaliger japanischer Leichtathlet, der sich auf den Sprint spezialisiert hat.

## Sportliche Laufbahn
Erste internationale Erfahrungen sammelte Shinji Takahira im Jahr 2002, als er bei den Juniorenweltmeisterschaften in Kingston mit der japanischen 4-mal-100-Meter-Staffel in 40,05 s den siebten Platz belegte. Anschließend siegte er bei den Juniorenasienmeisterschaften in Bangkok in 21,03 s im 200-Meter-Lauf sowie mit der Staffel 39,30 s. 2003 nahm er erstmals an der Sommer-Universiade in Daegu teil und siegte dort mit der 4-mal-100-Meter-Staffel in 39,45 s und belegte mit der 4-mal-400-Meter-Staffel in 3:05,97 min den vierten Platz. Im Jahr darauf schaffte er die Qualifikation für die Teilnahme an den Olympischen Spielen in Athen, bei denen er über 200 Meter mit 21,05 s in der ersten Runde ausschied und mit der 4-mal-100-Meter-Staffel in 38,49 s den vierten Platz belegte.
2005 scheiterte er bei Weltmeisterschaften in Helsinki über 200 Meter mit 21,03 s im Vorlauf und erreichte mit der Staffel in 38,77 s Rang acht. Anschließend gewann er bei den Studentenweltspielen in Izmir in 20,93 s die Silbermedaille hinter dem Südafrikaner Leigh Julius und auch mit der 4-mal-100-Meter-Staffel gewann er in 39,29 s die Silbermedaille hinter dem Team aus Italien und mit der 4-mal-400-Meter-Staffel kam er im Vorlauf zum Einsatz und trug daher zum Gewinn der Silbermedaille bei. Anfang November siegte er bei den Ostasienspielen in Macau in 20,88 s über 200 Meter sowie in 39,61 s auch mit der 4-mal-100-Meter-Staffel. Im darauffolgenden Jahr wurde er beim Leichtathletik-Weltcup 2006 in Athen mit der asiatischen Stafette in 38,51 s Dritter. Anschließend nahm er erstmals an den Asienspielen in Doha teil und gewann dort in 20,81 s die Bronzemedaille hinter seinem Landsmann Shingo Suetsugu und Yang Yaozu aus China. Zudem sicherte er sich mit der Staffel in 39,21 s die Silbermedaille hinter dem Team aus Thailand. 2007 erreichte er bei den Weltmeisterschaften in Ōsaka über 200 Meter das Viertelfinale, in dem er mit 20,77 s ausschied und mit der Staffel kam das japanische Quartett mit dem Asienrekord von 38,03 s auf den fünften Platz. 2008 qualifizierte er sich erneut für die Olympischen Spiele in Peking und gelangte dort über 200 Meter bis ins Viertelfinale, in dem er mit 20,63 s ausschied, während er in der 4-mal-100-Meter-Staffel mit seinen Mitläufern in 38,15 s die Silbermedaille hinter dem Team aus Trinidad und Tobago gewann, nachdem die jamaikanische Stafette im Jahr 2017 nachträglich wegen eines Dopingverstoßes disqualifiziert wurde.
2009 folgte bei den Weltmeisterschaften in Berlin mit 20,69 s ein weiteres Viertelfinalaus über 200 Meter und erreichte mit der Staffel nach 38,30 s Rang vier. Anschließend gewann er bei den Asienmeisterschaften in Guangzhou in 21,08 s die Silbermedaille hinter Omar Jouma al-Salfa aus den Vereinigten Arabischen Emiraten und siegte mit der Staffel in 39,01 s. Beim Leichtathletik-Continental-Cup 2010 in Split wurde er mit der Asien-Pazifik-Stafette Zweiter und nahm anschließend mit der Staffel erneut an den Asienspielen in Guangzhou teil und verpasste dort mit 47,14 s den Finaleinzug. 2011 verteidigte er mit der japanischen Stafette bei den Asienmeisterschaften in Kōbe in 39,18 s den Titel. Anschließend erreichte er bei den Weltmeisterschaften in Daegu über 200 Meter das Halbfinale, in dem er mit 20,90 s ausschied und mit der Staffel schied er mit 38,66 s im Vorlauf aus. Im Jahr darauf nahm er zum dritten Mal an den Olympischen Spielen in London teil und drang dort über 200 Meter bis ins Halbfinale vor und schied dort mit 20,77 s aus, während er mit der 4-mal-100-Meter-Stafette in 38,35 s auf den vierten Platz gelangte.
Bei den IAAF World Relays 2014 auf den Bahamas schied er mit der 4-mal-200-Meter-Staffel mit 1:23,87 min in der Vorrunde aus und gewann daraufhin bei den Asienspielen in Incheon in 38,49 s die Silbermedaille mit der 4-mal-100-Meter-Staffel hinter dem Team aus China und in der 4-mal-400-Meter-Staffel kam er im Vorlauf zum Einsatz und trug daher zum Gewinn der Goldmedaille bei. 2016 bestritt er in Sapporo seinen letzten Wettkampf und beendete damit seine aktive sportliche Karriere im Alter von 32 Jahren.
In den Jahren 2004 und 2005 sowie 2009 und 2011 wurde Takahira japanischer Meister im 200-Meter-Lauf.

## Persönliche Bestzeiten
- 100 Meter: 10,20 s (+1,3 m/s), 29. April 2009 in Hiroshima
- 200 Meter: 20,22 s (+1,3 m/s), 26. Juni 2009 in Hiroshima
  - 200 Meter (Halle): 21,23 s, 22. Februar 2003 in Yokohama
- 400 Meter: 46,01 s, 29. Oktober 2003 in Fukuroi
  - 400 Meter (Halle): 47,38 s, 21. Februar 2004 in Yokohama